# 張象
張 象（ちょう しょう、生没年不詳）は、中国三国時代の呉の武将。『三国志』には名前が見られない。

## 生涯
張象は呉末の游撃将軍であった。
天紀4年（280年）、太康の役にて西晋の軍が20万を称する大軍で呉に攻めてきた。夏口や武昌を陥落したあと、王濬の軍は3月には三山に達した。孫晧は張象を石頭城に派遣し、舟師1万人軍を率いさせ西晋に抵抗を試みたが、呉の将兵に既に戦意はなく、王濬軍の旗を眺め見て観念し投降した。
孫晧はさらに陶濬に大船と2万の軍を率いさせ抵抗しようとしたが、その兵たちも出撃前に殆どが逃亡した。ここに至り、呉には守備する将兵がいなくなってしまい、孫晧は3月15日に降伏し、呉は滅亡した。
張象のその後は不明である。